# Paronychia argentea var. argentea
Paronychia argentea subsp. argentea é uma variedade de planta com flor pertencente à família Caryophyllaceae. 
A autoridade científica da variedade é Lam., tendo sido publicada em Fl. Franç. 3: 230 (1779).

## Portugal
Trata-se de uma variedade presente no território português, nomeadamente em Portugal Continental.
Em termos de naturalidade é nativa da região atrás indicada.

## Protecção
Não se encontra protegida por legislação portuguesa ou da Comunidade Europeia.